# Бакинский листок
Бакинский листок — первая бакинская русскоязычная газета.

## История
3 декабря 1870 года было получено официальное разрешение на издание газеты. Первый номер газеты вышел 6 марта 1871 года, но уже в июне она была закрыта. В январе 1872 года издание газеты было возобновлено. Это продолжалось до 3 июня того же года. Газета печаталась в Ичери-шехере, в частной типографии Михаила Воличкина. В этой газете широко публиковались официальные новости, решения, объявления и телеграммы.